# Pétros Kiriakídis
Pétros Kiriakídis (souvent Kyriakidis, en raison de l'étymologie, en grec moderne : Πέτρος Κυριακίδης) (né le 17 juillet 1989) est un athlète grec, spécialiste du 400 m.

## Carrière
Lors des Jeux méditerranéens 2009, il a battu son record personnel en 46 s 25 pour terminer 5e du 400 m et a terminé le dernier relais 4 × 400 m, en obtenant la médaille de bronze de son équipe et échouant à 1/100 de l'équipe de France. Il est un des favoris du podium des Championnats d'Europe espoirs d'athlétisme 2009. Il remporte également la médaille de bronze lors des Jeux méditerranéens 2013 à Mersin sur le relais long,

## Palmarès
| Date | Compétition              | Lieu    | Résultat | Épreuve     | Temps         |
| ---- | ------------------------ | ------- | -------- | ----------- | ------------- |
| 2009 | Jeux méditerranéens      | Pescara | 3e       | 4 x 400 m   | 3 min 06 s 29 |
| 2013 | Jeux méditerranéens      | Mersin  | 3e       | 4 x 400 m   | 3 min 07 s 36 |
| 2016 | Championnats des Balkans | Pitești | 2e       | 400 m haies | 51 s 97       |